# Yesterday Once More
Yesterday Once More è un brano musicale scritto da Richard Carpenter e John Bettis e pubblicato come singolo dal gruppo The Carpenters nel 1973, estratto dall'album Now & Then.

## Tracce
- 7"

1. Yesterday Once More
2. Road Ode

## Formazione
- Karen Carpenter - voce, cori, batteria
- Richard Carpenter - cori, piano, piano Wurlitzer elettrico, organo Hammond
- Joe Osborn - basso
- Tony Peluso - chitarra elettrica
- Earl Dumler - corno inglese